# 대통령과의 대화
《대통령과의 대화》는 2008년 9월 9일과 2009년 11월 27일 두 차례에 걸쳐 밤 10시부터 11시 40분까지 생방송으로 진행된 TV 프로그램이다. 프로그램은 국민과 대통령 사이의 대화를 통해 국정에 관한 궁금증을 해소하고, 국민들의 의견을 국정에 반영하는 데 그 목적을 두고 있다.

## 2008년
2008년 9월 9일 대통령 취임 200일에 즈음하여 이명박정부는 국민들과 함께하는 《대통령과의 대화》을 개최하였다. 해당 프로그램은 정은아 아나운서의 진행으로 9일 밤 10시부터 100분 동안 텔레비전을 통해 대한민국 전지역에 방송되었다. 보조 MC인 김재홍 KBS 아나운서는 누리꾼들들이 인터넷으로 작성한 질문을 대리로 질의하였다.
패널은 총 100여 명이 참석하였다. 전문가 패널로서는 시사평론가 유창선, 경제평론가 엄길청, 이숙이 시사인 뉴스팀장 등 3명이 참석하였다. 그 외 일반인 질문자는 총 100명으로, 이들 중 섭외 패널로서는 실향민 1세대 남궁산, 이화여자대학교 학생 성지현, 경희대학교 학생 이은혜, 한국토지공사 노조위원장 고봉환, 반크 단장 박기태 등이 참여하였고, 나머지 95명은 Millwards Brown 미디어 리서치가 무작위로 선출하였다.
그러나 일부 누리꾼들은 정부에서 질문자 선정에 직·간접적으로 관여했다는 의혹을 제기하며, 패널로 참가했던 ‘장상옥’이라는 사람이 방송에서는 자영업자로 나왔으나 실제로는 국토해양부 공무원이었던 사실을 그 근거의 하나로 들고 있다. 하지만 국토해양부는 이를 부인했고, 실제로 그는 SH공사 사업 총괄팀 직원인 것으로 드러났다.
첫 번째 《대통령과의 대화》의 시청률은 KBS, MBC 합쳐서 15% 정도의 시청률로 집계되었다.

## 2009년
2009년 《대통령과의 대화》에서는 MBC의 권재홍기자, KBS 김경란 아나운서가 공동 진행을 맡았고, SBS 박선영 아나운서가 '플로어 MC'를 맡았다. MBC 여의도 스튜디오에서 촬영이 진행됐으며, 방송에서 이명박 대통령의 개인 발언은 2분 정도로 짧게 진행하고, 나머지 시간은 전문 패널 및 일반 패널들과의 질의응답 형식으로 이루어졌다.
전문 패널로는 김호기 연세대학교 사회학과 교수, 김진 중앙일보 논설위원, 김연희 Bain&Company(컨설팅기관) 대표 등이 참석하였다. 일반패널 중에서는 연예인인 탤런트 선우용녀, 방송인 오영실, 가수 박현빈 등이 참석하였다.

### 준비 과정
11월 24일 박선규 청와대 대변인은 브리핑을 통해 이명박 대통령이 각종 현안을 주제로 《대통령과의 대화》에 참여할 것이라고 공지하였다. 여기서 프로그램 방영 당시 논란이 되고 있던 세종특별자치시, 4대강정비사업에 대해 '어떤 질문도 피하지 않을 것'이라고 밝혔다.
특히 MBC를 주관방송사로 선정한 것과 관련해 김은혜 대변인은 27일 '정권 출범 이후 MBC와의 분위기가 편하지 않은 것에 대해 우려를 표시한 참모가 있었지만, 방송사의 선택을 청와대의 시각으로 재단하는 것 자체가 소통을 막는다는 이명박 대통령의 의지를 반영한 것'이라고 언급하였다.

### 내용
프로그램에서 이명박은 세종시 문제, 4대강 정비 사업 등 최근 논란이 일고 있는 국정 현안에 대해 자신의 의견을 피력하였다.

#### 세종특별자치시
세종시 문제에 대해 이명박은 행정수도 이전에 부정적인 입장을 피력하였고, 그 근거로 독일의 사례를 제시하였다. 또한, 수도 이전보다는 대전 등과 연계한 교육, 과학 중심 도시에 대한 긍정적인 입장을 밝혔다. 또한 정부 부처보다 기업이 이전되어 농촌 일자리 창출에도 기여해야 한다고 밝혔다.
그 외 세종시 개발때문에 타 지역의 혁신도시 계획에 차질을 빚지 않겠냐는 우려,
 이주민 보상 대책, 등을 이야기하였다.
이러한 입장에 대해 패널 중 한 명인 김진 중앙일보 논설의원은 대선 후보 당시 세종시 원안을 지지하다가 지금 수정안을 지지하는 것에 대해 사과할 용의가 있느냐고 물었다. 이에 이명박은 대선 후보 당시의 입장에 대해 부끄럽게 생각한다고 답했다. 이어, 차기 대통령에게 이 문제 해결을 맡기기보다 자신이 해결하겠다는 의지를 밝혔다.
또한 세종시 후보지역인 당시 연기군 군수인 유한식도 세종시 수정안이 국민의 약속을 저버리는 것이 아니냐는 의문을 제기하였다. 이에 대해 이명박 대통령은 행정부처 9개를 옮긴다고 해서 지역 발전에 도움이 된다는 것은 근거가 없다고 주장하였다.

#### 4대강 정비 사업
4대강 정비 사업에 대해 이명박은 예전 경부고속도로 건설 시절, 청계천 복원 사업을 회상하며, 반대 했던 사람들도 공사가 완료되면 결국 찬성하게 될 것이라 주장하였다.
자연파괴, 수질오염 논란에 대해서도, 4대강 정비는 단순히 홍수를 방지하는 수준이며, 과거 한강 개발시, 잠실, 김포쪽에도 보를 설치했지만 문제가 없었다고 주장했다. 따라서 과거보다 기술이 발달된 현재 상황에서는 보를 설치해도 수질 오염, 자연 파괴 등이 발생하지 않을 것이라고 밝혔다.
또한 그는 4대강 정비 사업이 온실가스 감축과 저탄소 녹색성장의 핵심이기 때문에 이를 복지예산에 적용하라는 의견은 올바르지 않다고 주장하였다.
그는 과거 국민의 정부과 참여정부는 수해 방지 대책에 각각 43조원과 87조원을 들이기로 계획했지만,  이와 달리 4대강 정비 사업은 20조원밖에 안되는 경제적인 정책이라고 주장하였다.
4대강 정비 사업이 한반도 대운하의 전단계가 아니냐는 의혹에 대해 이명박은 4대강 정비 사업은 꼭 해야 할 일이며, 한반도 대운하는 차기 대통령이 판단할 일이라고 대답하였다.

#### 기타
경제 문제와 관련해서 이명박 대통령은 2010년에 5%의 경제성장을 이룰 수 있을 것으로 전망했으며, 2010년 하반기에 체감경기도 좋아질 것이라고 말했다. 청년실업 문제와 관련해 그는 희망근로사업과 인턴을 통해 일자리를 늘릴 수 있도록 하겠다고 밝혔다.
설문조사에서 재임기간 가장 못한 일이 부자감세라고 나온 것과 관련해 세금, 특히 법인세 감세를 통해 친시장적인 정책을 시행해야 젊은 층 일자리가 생길 수 있다고 언급하였다. 아울러 지금 적용되어 있는 법인세도 더 낮추어야 될 필요가 있다고 주장하였다.
이명박 대통령은 소액무담보 신용대출 사업인 미소금융과 관련된 내용에서는 도덕적 해이로 인해서 돈을 떼어먹는 일은 없을 것이라고 밝혔다. 그는 이에 대한 근거로 보름 전 어느 행사장에서 만난 한 할머니의 사연을 제시했다.
입학사정관제와 관련해서 그는 제도 실행을 통해 사교육비를 줄일 수 있을 것이라고 언급했다.
내복입기와 관련된 선우용여의 질문에 대해 이명박 대통령은 자신도 내복을 입는다고 말하면서, 내복입기를 통해 탄소 배출량을 줄일 수 있다고 주장하였다.

### 평가
2009년 《대통령과의 대화》는 시작 전부터 비판을 불러일으켰다. 민주당 정세균 대표는 모든 공중파 방송이 《대통령과의 대화》를 내보내는 것을 비판하였다. 자유선진당 박선영 대변인도 논평을 통해 《대통령과의 대화》의 진정성에 대한 의구심을 표명하였다.진중권 전 중앙대 교수 역시 '대통령과의 대화'가 "짜고치는 고스톱"이 될 것이라 비판하였다.
방송 이후 각 언론과 정당에 따라 그 평가는 엇갈렸다. 조선일보는 사설을 통해 비록 시기는 늦은 감이 있지만, 이명박 대통령이 국민 앞에서 마음을 털어놓았다는 것은 의미가 있는 일이라고 강조하였다. 이 사설에서 조선일보는 세종시 문제와 관련해 찬반 양측이 마주 앉은 적이 단 한번도 없었음을 인정하고, 프로그램을 계기로 대통령이 먼저 손을 내밀어야 될 필요가 있다고 주장하였다.
반면 한겨레는 사설을 통해 《대통령과의 대화》가 일방적인 흥보와 변명에 불과했다고 주장하였다. 사과 한마디로 과거의 잘못을 모두 덮으려는 대통령의 태도, 그리고 자신보다는 국가에 이익이 될 것이라는 주장은 국민을 설득시키기 어려울 것이라고 언급하였다. 아울러 한겨레는 세종시 계획 수정보다는 수도권 정책부터 수정해야 된다고 주장하였다.
야당인 민주당은 논평을 통해 "국가균형발전에 대해서 대통령의 철학이 부족하다는 것이 드러난 순간"이었다고 혹평하였다. 반면 여당인 한나라당은 대한민국의 앞날에 대해 고뇌와 희망을 나눈 소통의 시간이었다고 자체적으로 평가했다.
세종시 논란의 중심인 충청도에서도 해당 프로그램에 대한 평가가 있었다. 이완구 충남도지사는 대통령과의 대화를 시청한 후, "충청도에서는 수용하기 힘들 것"이라고 언급하였다. 특히 그는 "국가경영에서 이해관계와 시각 차이 조정에는 법과 신뢰를 기초로 해야 된다. 이러한 기초를 바탕으로 국가와 사회가 지탱돼야 한다"고 강조했다. 아울러 이 지사는 "이러한 버팀목이 무너질 경우 엄청난 대가를 치를 수 있다"고 경고하였다.
한편 세종시 수정안에 반대를 하고 있던 박근혜 전 한나라당 대표는 《대통령과의 대화》 시청 후, "행정수도 이전에 대한 의견 변화는 없다"고 짧게 언급하였다.
프로그램 시청률은 지상파 3사 합계 26.8%를 기록하였다.

### 논란
미디어스는 해당 프로그램의 패널 선정이 편향적이었다고 지적한다. 이에 따르면 3명의 패널 중 김호기만이 세종시 수정안을 반대하고, 김진, 김연희 두 사람은 세종시 수정안에 긍정적인 입장을 가지고 있을 것이라고 추측하였다.
또한, 미디어스는 프로그램 진행 과정에서 국민들의 피드백은 전혀 없었다고 주장하였다. 국민들이 몰라서 반대한다는 대통령의 의견 만이 존재했다고 비판하였다.